# VII съезд Коммунистической партии (большевиков) Беларуси
Седьмой съезд Коммунистической партии большевиков Беларуси (бел. Сёмы з’езд КП(б)Б) проходил 20-26 марта 1923 года в Минске. Присутствовали: 154 делегата с решающим голосом и 115 делегатов с правом совещательного голоса. Повестка дня:
- Отчёт ЦК Коммунистической партии Беларуси (В. А. Богуцкий);
- Отчёт Ревизионной комиссии КП(б)Б (Бунин Л. М.);
- Отчёт Контрольной комиссии (А. Х. Гетнер);
- Отчёт ЦК КСМБ (Кузенец М. Б.);
- Организация государственной промышленности (А. С. Карпешин);
- Национальный момент в государственно-партийном строительстве (А. Г. Червяков);
- Налоговая политика в посёлке (В. А. Нодель);
- О сотрудничестве (А. С. Славинский);
- Организационно-воспитательная работа (И. А. Вайнер);
- Выборы руководящих органов и делегатов XII съезда РКП(б).

Съезд одобрил деятельность КП(б)Б в контексте новой экономической политики (НЭП), отметив, что основой пролетарской диктатуры является государственная промышленность, поэтому основное внимание следует уделять развитию тяжёлой промышленности, а лёгкая промышленность должна способствовать её развитию. Важное место было уделено расширению различных форм сотрудничества. Съезд выразил удовлетворение созданием СССР. Было отмечено, что Беларусь может быть быстро возрождена только за счёт расширения и пересмотра существующего административного деления БССР, Витебской и Гомельской областей, которое должно быть приведено в соответствие с природными, историческими, экономическими, промышленными и национально-культурными особенностями и присоединено к БССР. численность населения. Эту позицию коммунистов Беларуси поддержал И. В. Сталин и другие члены ЦК РКП(б), против которых выступал М. И. Калинин и ряд партийных работников Витебской и Гомельской губерний. Съезд обратил внимание на необходимость усиления классового принципа налогообложения. Намечены конкретные меры по дальнейшему росту и укреплению партийно-комсомольских ячеек на предприятиях, регулированию социального состава КП(б)Б, совершенствованию идейно-воспитательной работы среди коммунистов. В документах съезда прослеживаются тенденции к созданию партийной бюрократии, противоречия между теоретическими положениями о НЭПе, разработанными В. И. Лениным, и политику, проводимую коммунистами. Съезд избрал Центральный комитет КП(б)Б из 13 членов и 6 кандидатов, Ревизионную комиссию КП(б)Б из 3 членов и 3 кандидатов, Контрольную комиссию из 5 членов и 3 кандидатов, 5 делегатов XII съезда РКП(б).